# Paphiopedilum callosum
Espèce
Paphiopedilum callosum est une espèce d'orchidées du genre Paphiopedilum.

## Description
La fleur mesure environ 10 cm. Le sépale central est blanc, vert à la base et garni au-dessus de lignes pourpres. Les pétales linguiformes sont verts avec des lignes plus foncées, d'un pourpre rose dans le tiers supérieur et couverts de verrues noires sur le bord supérieur. Le labelle galéiforme est de couleur bronze foncé, les deux lobes latéraux portent de grandes verrues noires.

## Répartition
Paphiopedilum callosum est originaire d'Indochine, et en particulier de Thaïlande.